# Ла Гуардия
Ла Гуардия (испанско произношение: [laˈɣwaɾðja]) е общински град в провинция Толедо, Испания. Документирано е присъствие още от Бронзовата ера, както и в римски и еврейски документи от 12 век.

## Население
- 2329 жители, според Испанския статистически институт, 2006 година
- 1166 мъже и 1163 жени

## География
- Надморска височина: 693 метра